# Peter Kudzinowski
Peter Kudzinowski (Dickson City, Pensilvania, 13 de agosto de 1903 - Trenton, Nueva Jersey, 21 de diciembre de 1929) fue un asesino en serie que cometió sus crímenes en Pensilvania y Nueva Jersey.

## Biografía
Kudzinowski trabajó como ferrocarrilero y como minero. Tuvo un hermano llamado Julian que vivió en Greenwood, cerca de Scranton, Pensilvania.
Kudzinowski mató a un adulto y a dos niños:
- Harry Quinn, cerca de Scranton.
- Joseph Storella (1921-1928). Kudzinowski acosó a otros dos niños en la misma ubicación, pero se escaparon. Kudzinowski conoció a Storella en First Avenue en Nueva York, alrededor de las 5:30 p.m. Se llevó a Joseph a ver una película y luego abordaron el ferrocarril de la Autoridad Portuaria Trans-Hudson hacia Journal Square en Jersey City, Nueva Jersey, y entonces caminaron hasta los pantanos en Secaucus. Cuando Joseph trató de escapar, Kudzinowski lo derribó y lo golpeó varias veces. Preocupado de que los gritos del niño atrajeran a los automóviles que pasaban, le cortó la garganta, cubrió el cuerpo con el abrigo del niño, y lo dejó.
- Julia Mlodzianowski (1923-1928). Vivió en Gilchrist Street en Jersey City y se encontraba en un pícnic escolar en Lake Hopatcong, Nueva Jersey el 19 de agosto de 1928 cuando fue hallada muerta.

Kudzinowski era sospechoso en la desaparición de Billy Gaffney, quien desapareció en 1927, luego Albert Fish afirmaría haber asesinado a Gaffney. Ambos asesinos en serie actuaron en el mismo periodo de tiempo y en los mismos lugares de niños asesinados. También fue sospechoso en la muerte de Irving Pickelny, quien desapareció en Brooklyn en febrero de 1927.
Kudzinowski fue capturado en Detroit, Michigan, confesó, y fue llevado a Jersey City para su juicio. Fue declarado culpable de asesinato en primer grado el 17 de noviembre de 1928. Fue sentenciado a muerte en la Prisión Estatal de Nueva Jersey el 24 de febrero de 1929. Fue ejecutado en la silla eléctrica el 21 de diciembre de 1929 en Trenton, Nueva Jersey.